# Men's Street
Men's Street（月刊メンズストリート）は、竹書房が発行していた月刊のファッション雑誌。誌名の別表記に「Mst」「mst」などがある。

## 概要
『月刊メンズストリート』は、2004年11月16日に創刊。発売日は発行月の前々月の16日。2008年7月16日発売の同年9月号を以って休刊となった。
ヒップホップ寄りのストリートファッションを提唱している。従来のヒップホップ系ファッションの場合、オーバーサイズばかりに目がいきがちだが、『月刊メンズストリート』が提唱するファッションはサイズも細身で、裏原宿系ブランドを積極的に取り入れるなど独自性が強い。
男性ファッション雑誌には珍しく読者モデルを起用しているのが特徴。読者モデルの本職は、渋谷のクラブ店員やシンガーの卵、ダンサー、ラッパー、鳶職人、大学生など幅広い。誌面で扱う情報はファッションのみならず、ヒップホップカルチャーのハウトゥ講座、読者モデルの密着企画、高校訪問、恋愛相談、ヘアカタログなど、10代の男性読者を意識した誌面作りを展開していた。
なお、編集業務は発行元の竹書房ではなく、編集プロダクションのマッシュルームが担当していた。